# Wolfgang Heer (Manager)
Wolfgang Heer (* 7. Februar 1956 in Ludwigshafen am Rhein) ist ein deutscher Manager. Von 2009 bis zum 1. März 2020 war er Vorstandssprecher der Südzucker AG, dem größten europäischen Zuckerhersteller.

## Leben
Heer studierte Wirtschaftsingenieurwesen an der Universität Karlsruhe und promovierte dort im Jahr 1987. Anschließend ging er als Referent zu Südzucker. Nach verschiedenen Positionen bei Südzucker übernahm er 1997 die Geschäftsführung der Freiberger Lebensmittel GmbH, die zu Südzucker gehört, und Tiefkühlpizza herstellt. Im Frühjahr 2008 wurde Heer in den Vorstand von Südzucker berufen, dort ist er für den Zuckerverkauf zuständig. Seit Sommer 2009 war er Sprecher des Vorstandes als Nachfolger von Theo Spettmann. Sein Amt legte er zum 1. März 2020 vorzeitig nieder. Sein Nachfolger als Chef des Mannheimer Zuckerkonzerns wurde Niels Pörksen.
Heer ist verheiratet und hat zwei Söhne.

## Aussagen zur europäischen Zuckermarktverordnung
Heer sprach sich im Jahr 2012 für eine Verlängerung der europäischen Zuckermarktordnung bis zum Jahr 2020 aus.